# Musée historique et industriel - Musée du Fer
Le Musée Historique et Industriel – Musée du Fer est situé à Reichshoffen à 50 km au nord-ouest de Strasbourg, à mi-chemin entre Haguenau dans le Bas-Rhin et Bitche en Moselle. Le musée de Reichshoffen retrace l’histoire de la ville et l’essor de la métallurgie à Reichshoffen et dans les communes environnantes à travers le développement des usines de Dietrich.
À partir du XVIIe siècle, l’industrie métallurgique dans les Vosges du Nord s’est développée grâce à la présence combinée de minerai de fer, de castine utilisée comme fondant, de forêts pour la production de charbon de bois, et de rivières générant la force hydraulique activant bocards, soufflets, martinets. L’essor industriel dans les Vosges du Nord a surtout commencé en 1684, avec le rachat des forges de Jaegerthal par Jean II Dietrich. Les établissements Dietrich puis De Dietrich ont eu un impact considérable sur les communes de Reichshoffen, Niederbronn-les-Bains, Zinswiller, Mertzwiller et Mouterhouse.
À l’époque gallo-romaine, bien avant le développement de la sidérurgie, la région de Reichshoffen a été marquée par la présence d’une population importante avec son quartier artisanal, ainsi qu’en attestent les nombreuses découvertes archéologiques.

## Histoire du musée

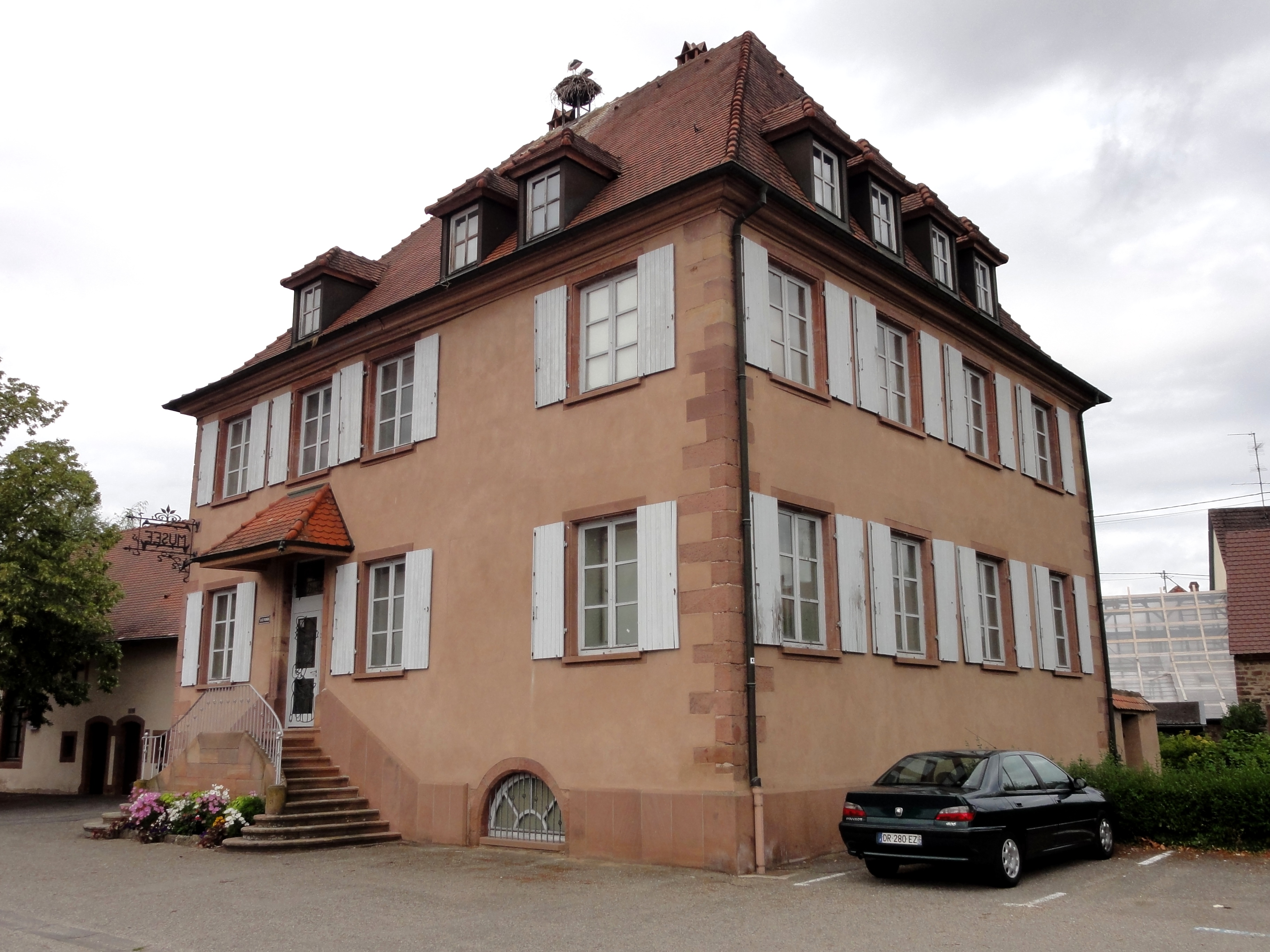
Bâtiment du musée.

Construit en 1759, le bâtiment du musée est alors la résidence du bailli, le représentant du seigneur. Il est contemporain de l’église, construite en 1772, et du château, construit en 1769.
Il devient presbytère catholique en 1819. En 1972, le bâtiment est abandonné, et se retrouve dans un état délabré. Son destin change avec l’abondance des trouvailles archéologiques gallo-romaines sur le ban de la commune, motivant la création du musée.
Celui-ci est inauguré en juin 1993. Le premier conservateur est Bernard Rombourg, correspondant local pour les fouilles archéologiques.

## Les collections
Les collections du musée se répartissent selon trois approches :
- un cheminement chronologique du sous-sol au 1er étage ;
- la mise en valeur de l’histoire de Reichshoffen et des environs immédiats avec en toile de fond les activités économiques qui s’y sont développées ;
- l’essor des usines De Dietrich et leurs différentes productions aux XIXe et XXe siècles.

Les collections permanentes du musée se répartissent sur trois niveaux, le quatrième accueillant les expositions temporaires.

### L'histoire de Reichshoffen et ses environs

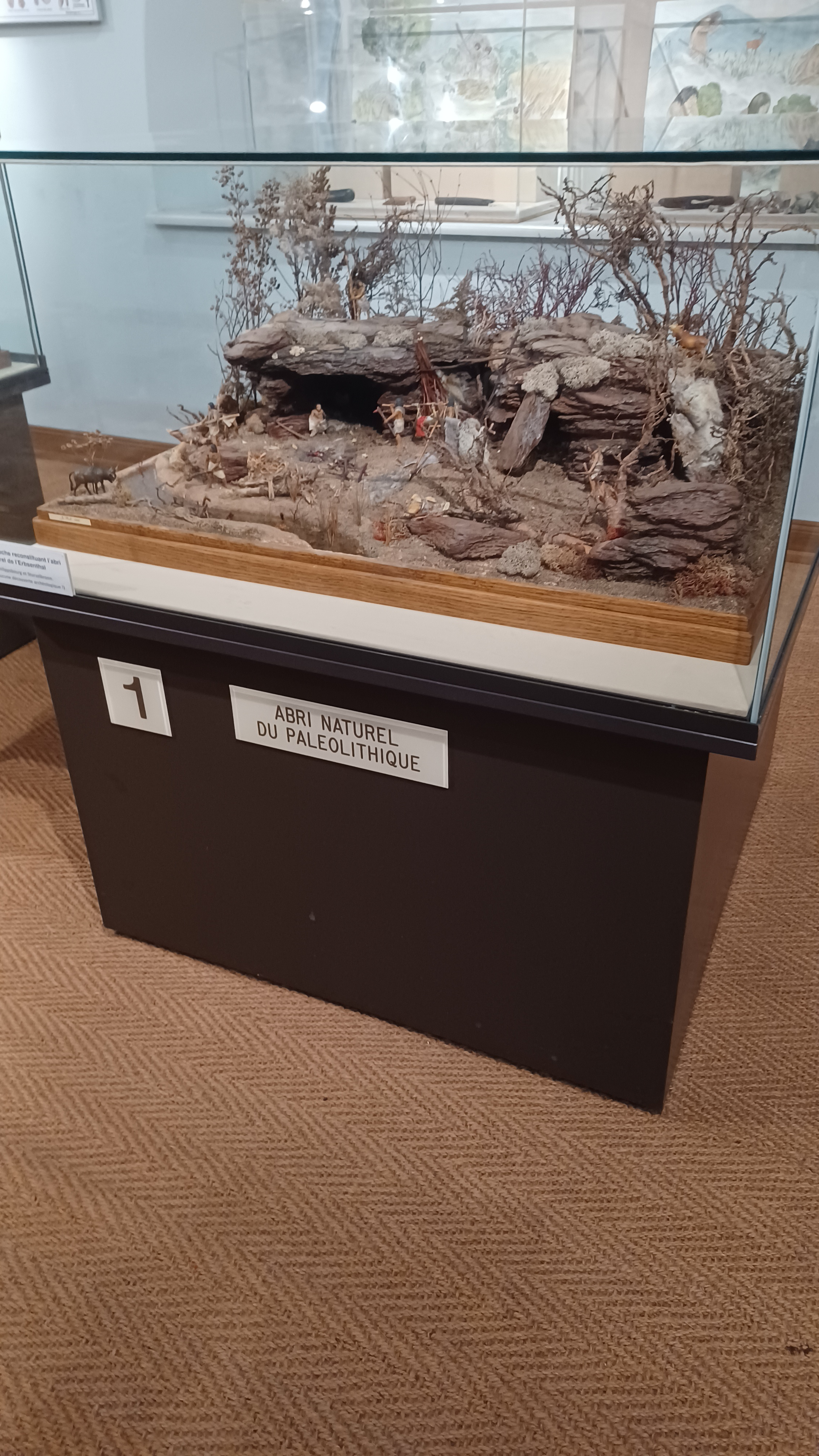
Abri naturel du paléolithique.
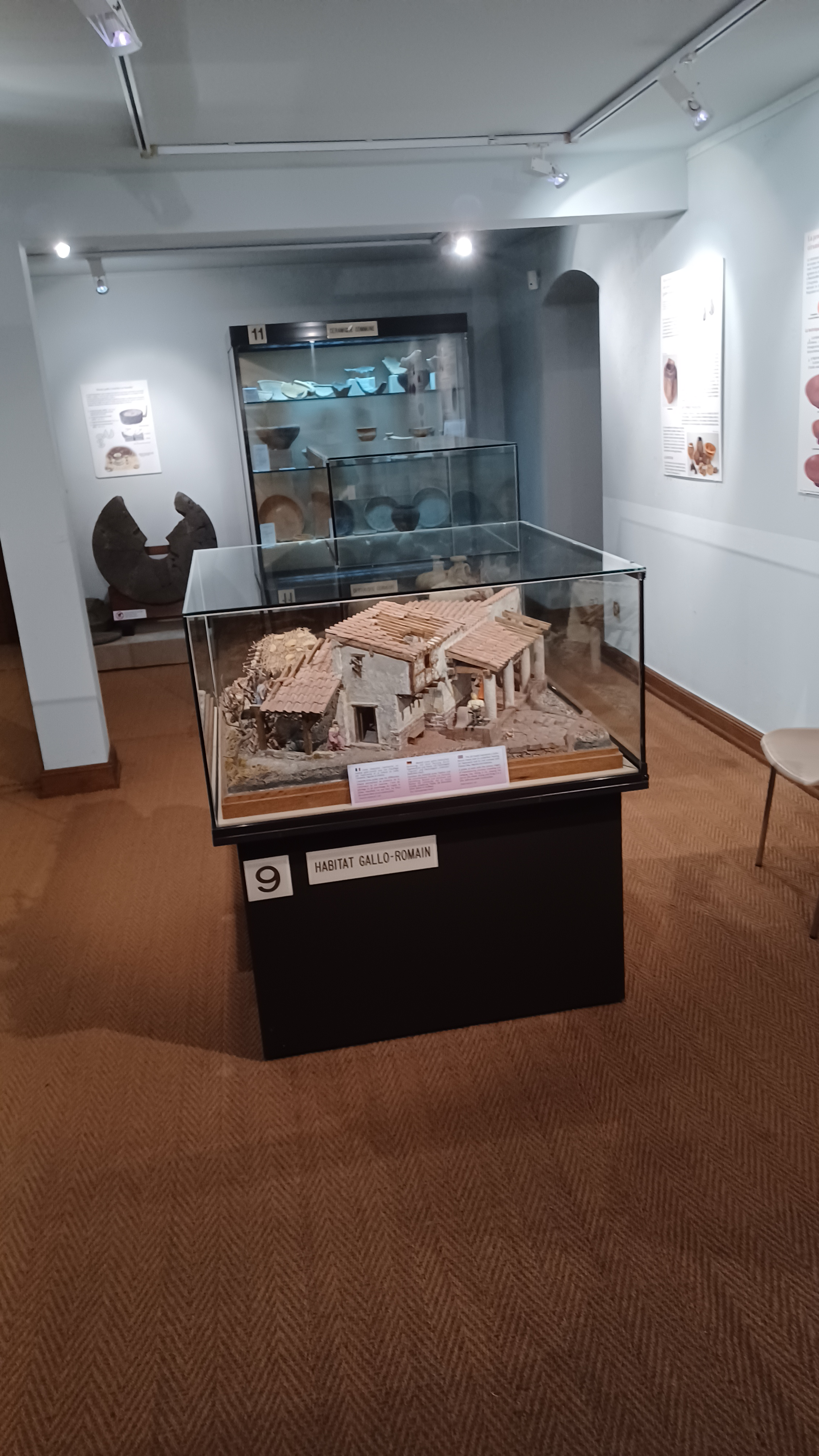
Habitat gallo-romain.
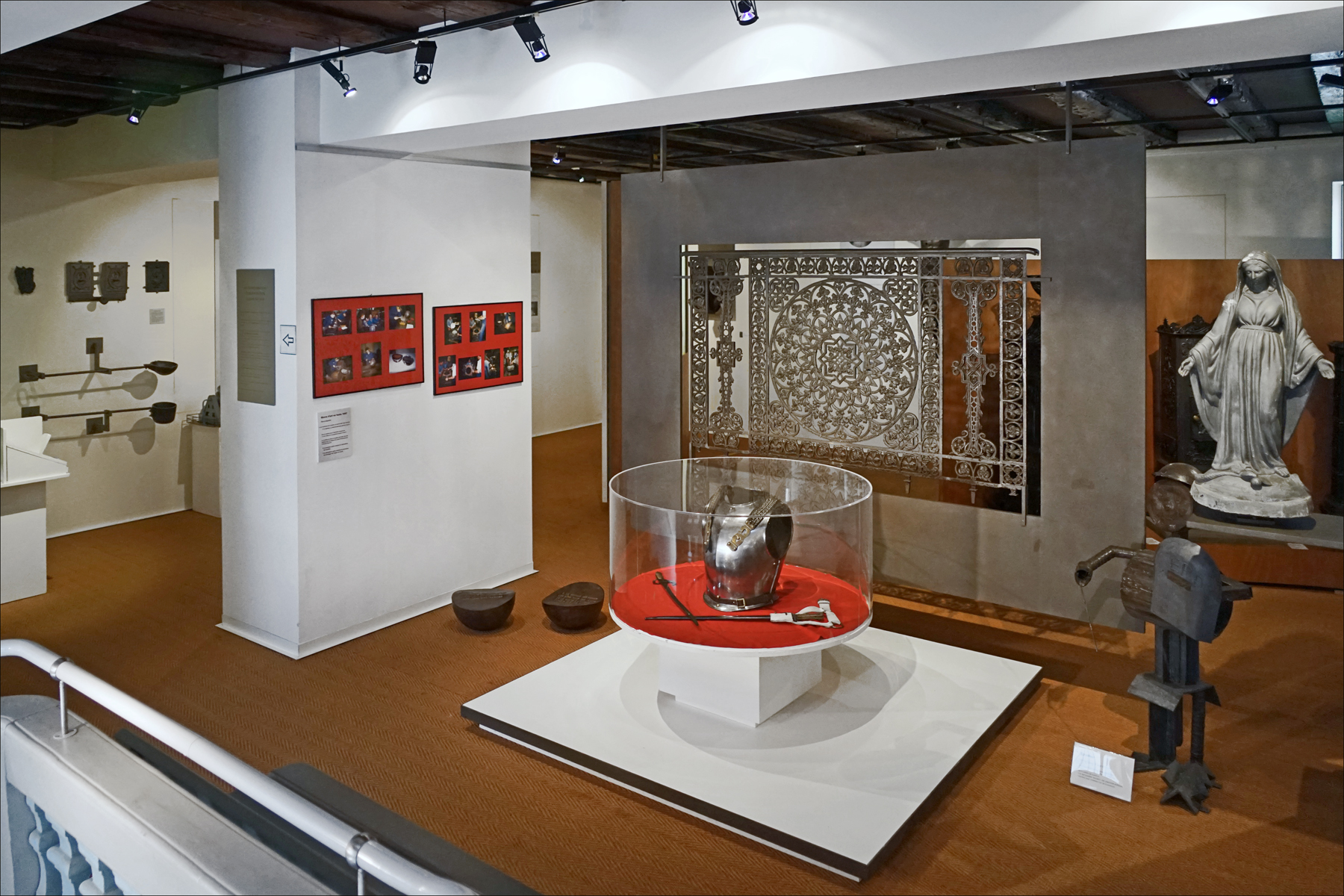
Évocation du 6 août 1870. La charge héroïque des cuirassiers français à Reichshoffen.
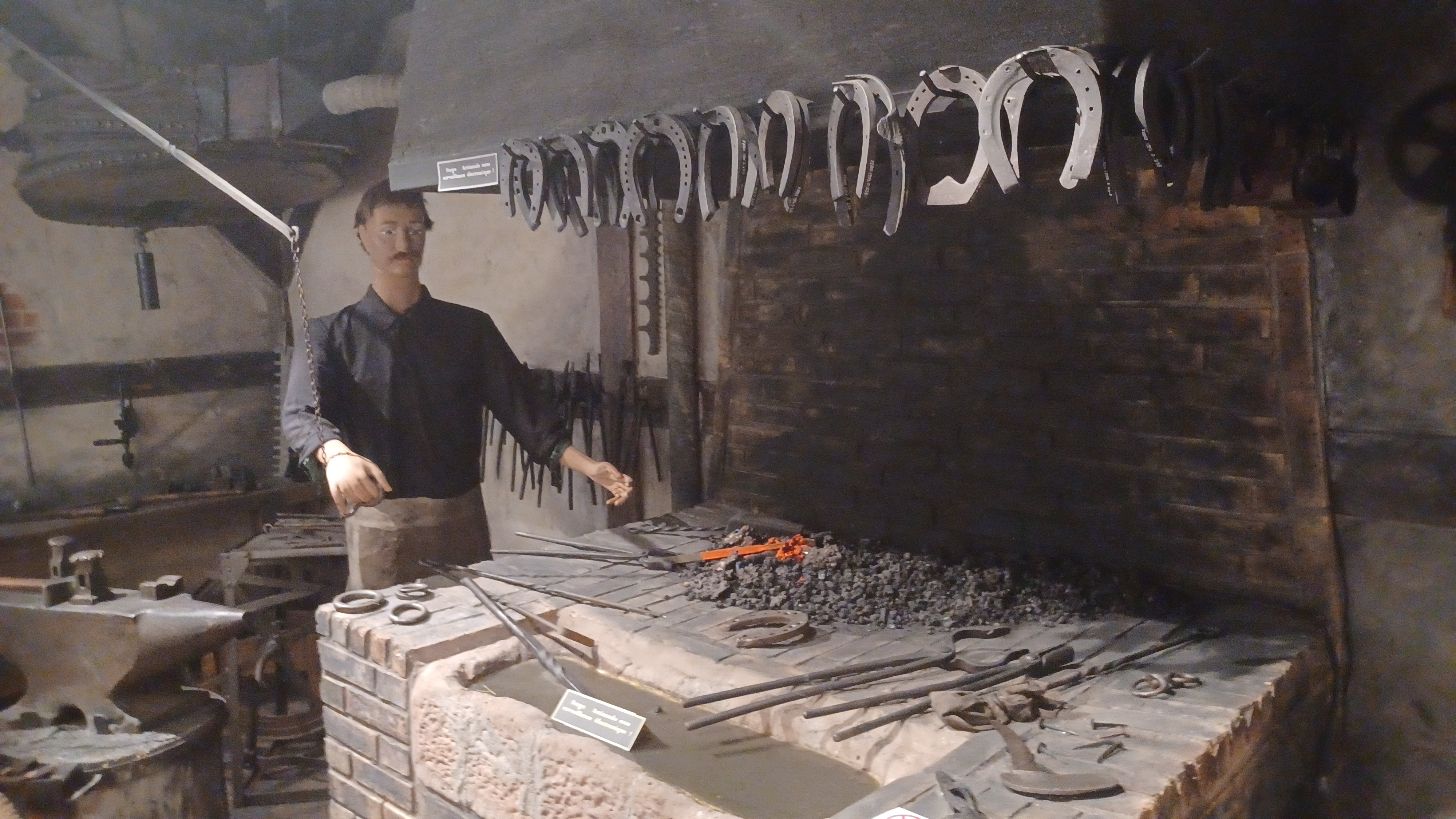
La forge.
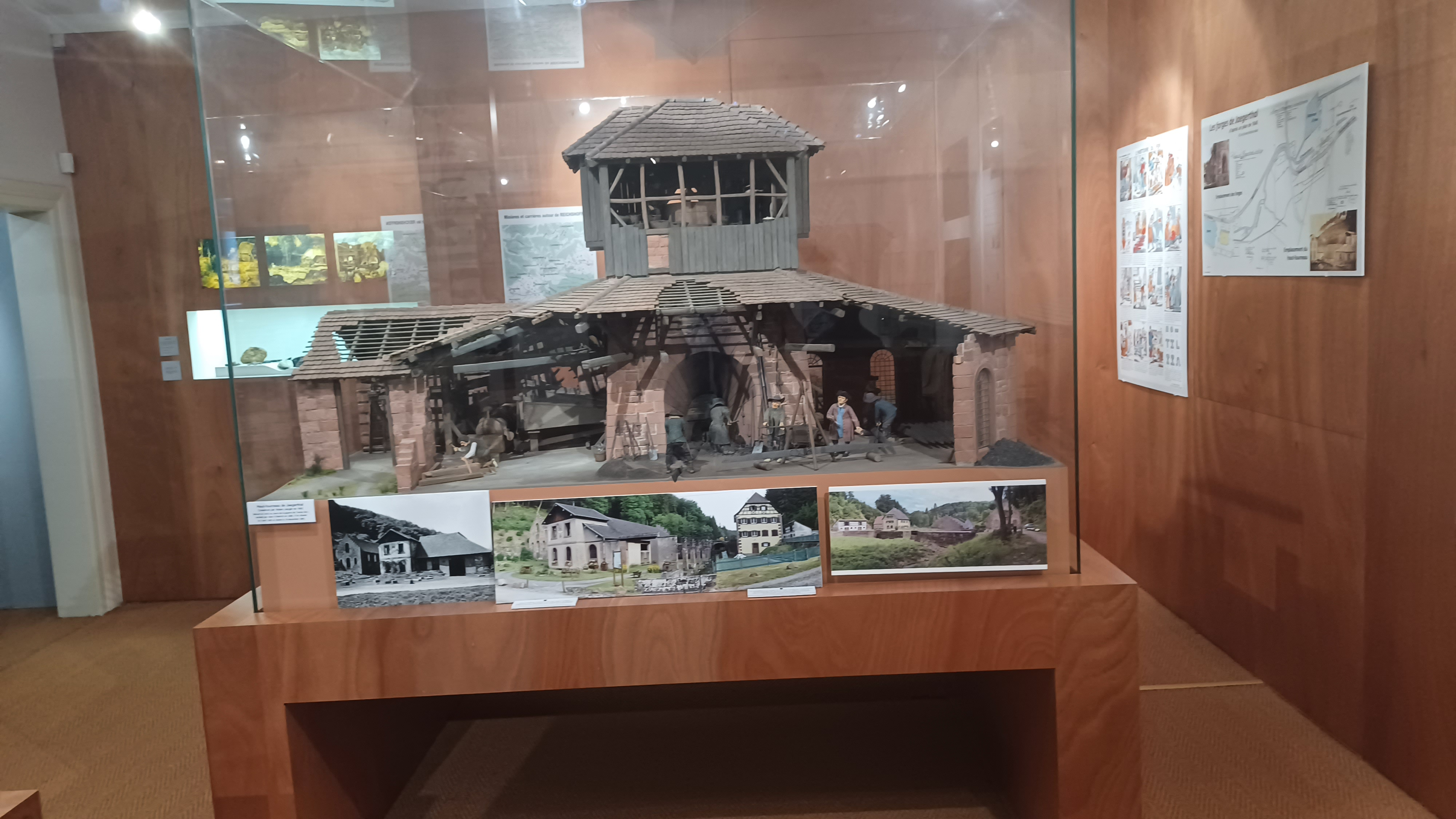
La forge industrielle.

Le musée est consacré dans sa première partie à l’histoire de Reichshoffen et de ses environs, de la Préhistoire aux Temps modernes, en passant par le Moyen Âge.

#### LaPréhistoire

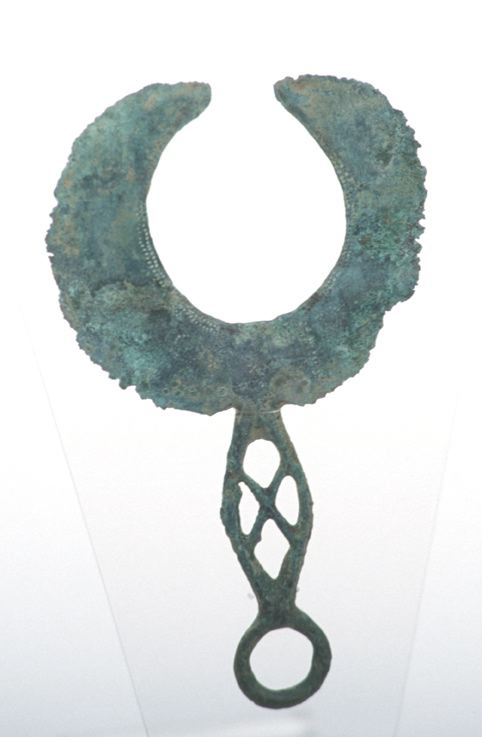
"Rasoir" exposé au musée.

Le sous-sol du musée est consacré à l'archéologie de Reichshoffen. En effet, le musée doit son existence aux nombreuses découvertes archéologiques faites sur le territoire de la ville, et la nécessité de les conserver.
À Reichshoffen, aucune découverte archéologie n’a pu prouver une occupation humaine au Paléolithique (de un million d’années à 6 000 ans avant notre ère) et au Néolithique (de 6 000  à   1 500 ans avant notre ère). Néanmoins, le musée présente de belles maquettes représentant la vie quotidienne à ces époques. Une tombe à ustion du Bronze final, et datée de 1 050 ans avant notre ère, est le premier signe d’une occupation humaine à Reichshoffen. Cette tombe contenait trois urnes, la plus grande n’ayant pu être reconstituée. Les deux autres sont exposées au musée. Dans cette tombe, un très beau « rasoir » en bronze a été mis au jour, probablement un objet cultuel.

#### Les découvertes archéologiques
Le musée présente une sélection d'objets archéologiques provenant des différentes fouilles archéologiques, qui se sont succédé aux XIXe  et XXe siècles,,.
De 1860 à 1864, la construction de la voie ferrée entre Haguenau et Niederbronn a permis la découverte de nombreux sites archéologiques. L’un de ces sites est à l’emplacement de l’ancienne usine De Dietrich, actuellement Alstom, au lieu-dit « Schiesshirsch ». Sur ce site a été trouvé un cimetière gallo-romain, avec 200 urnes à incinération mises au jour. Entreposées à la bibliothèque de Strasbourg, elles ont disparu dans le bombardement de la ville pendant la guerre franco-allemande de 1870. Ces urnes démontrent une pratique de la crémation en tant que rite funéraire.
Au XXe siècle, d’autres sites archéologiques ont été fouillés, comme le site du collège entre 1969 et 1989, le site Reymann-Machi-Gerber-Nicodème entre 1977 et 1990, et le site Bena entre 1978 et 1982. Si peu de choses sont connues de l’occupation de Reichshoffen à la période romaine, les découvertes archéologiques permettent néanmoins d’affirmer l’existence d’un quartier artisanal gallo-romain, avec des ateliers de potiers dont des céramiques sont exposées au musée.
Sur le site du collège, la découverte de scories riches en fer sur une zone d’argile roussie permet d’affirmer la présence d’un bas-fourneau, pour la production de fer. De nombreux objets en fer ont été retrouvés sur les différents sites archéologiques. Ils sont exposés au musée, ainsi que d’autres objets en bronze et en os, utilitaires ou de parures : épingles, stylets, jetons, fibules, bagues, bracelets….

#### La religion gallo-romaine à Reichshoffen

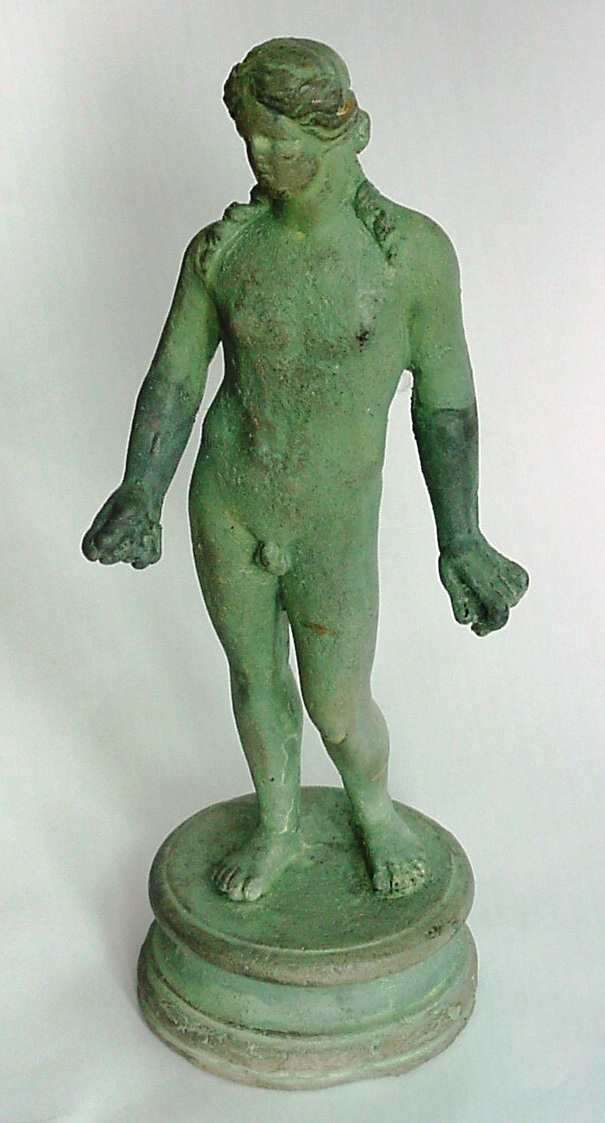
Statuette d'Apollon en bronze exposée au musée.

Une salle du musée est entièrement consacrée à la religion gallo-romaine à Reichshoffen.
Sur les sites archéologiques, des stèles ont été sorties de terre, de nombreuses étant dédiées à Mercure, le dieu le plus vénéré dans la Gaule du Nord. Il est souvent associé à la divinité celte Rosmerta.

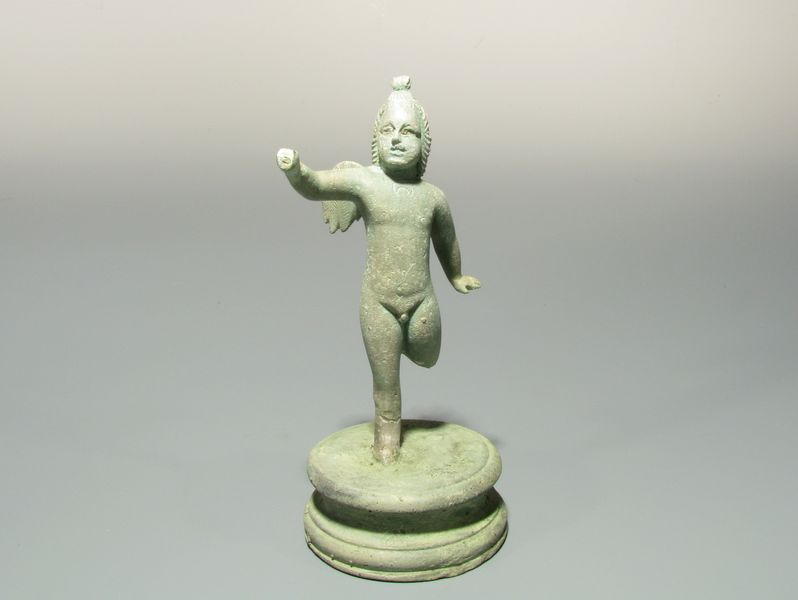
Statuette d'Éros en bronze exposée au musée.

En 1742, Jean-Daniel Schoepflin, auteur de l’ouvrage monumental « Alsatia Illustrata » publié en 1751, écrit qu’il a extrait deux bas-reliefs dédiés à Mercure de l’Altkirch, ancienne église du XIIIe siècle. L'un ces deux bas-reliefs a été détruit au cours du bombardement de Strasbourg durant la Guerre franco-prussienne de 1870, l'autre est conservé au Musée archéologique de Strasbourg. Une copie est exposée au musée. Une troisième stèle dédiée également à Mercure est trouvée à l'Altkirch en 1826. Un fragment d’un autre bas-relief dédié à Mercure est encastré dans la maçonnerie du chœur de l’Altkirch. On pourrait penser que l’église primitive, mentionnée au Xe siècle, était construite sur un temple romain, mais rien ne permet de l’affirmer.

#### Le Moyen Âge
Après l'archéologie au sous-sol, le rez-de-chaussée du musée s'intéresse à la ville de Reichshoffen au Moyen Âge, avec des copies de documents de l'époque, dont l'acte de donation de 1232 et la charte de 1286. Une chronologie permet également de suivre l'histoire de la commune, depuis le Haut Moyen Âge jusqu'aux Temps Modernes.
Pour le Haut Moyen Âge, aucune trace d’activité n’a été découverte à Reichshoffen ou dans ses environs immédiats. C’est en 994 que Reichshoffen est mentionné pour la première fois, quand l’empereur Otton III fait don d’une « capella in Richeneshoven » à l’abbaye de Seltz. Cette chapelle est primitive à l’église de l’Altkirch, dont il ne reste que le chœur en croisée d’ogives, restauré en 2013. En 1074, l’empereur Henri IV fait également don à l’abbaye de Seltz de biens « ad Richeneshoven ».

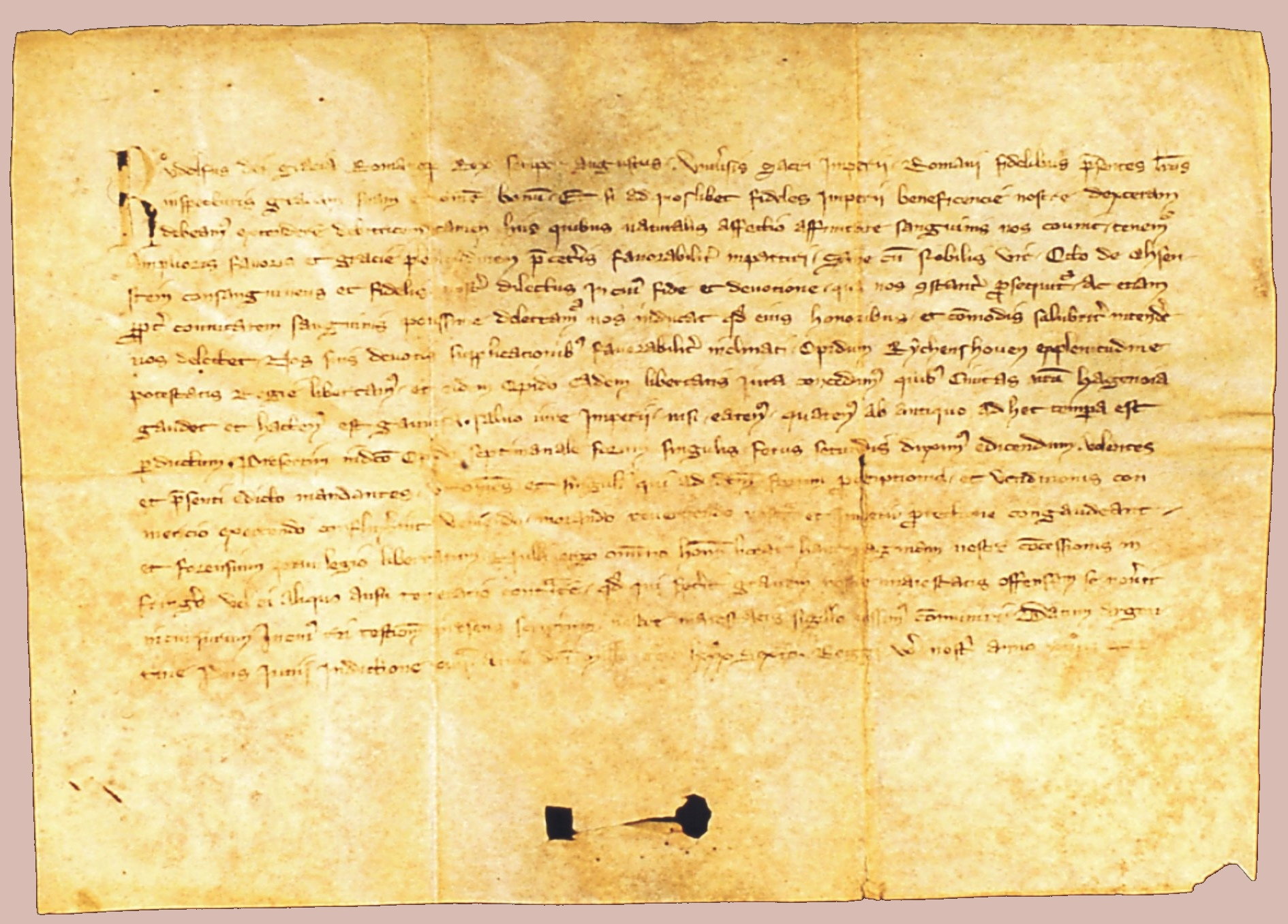
Charte de 1286.

En 1232, le duc Mathieu II de Lorraine fait don à l’évêque de Strasbourg Berthold de Teck de ses terres de « Richenshoven » à l’exclusion du château, pour le salut de son âme. L’évêque lui accorde ces mêmes terres en fief. L’évêque est donc suzerain de la seigneurie de Reichshoffen, et le duc de Lorraine son vassal. En 1286, et à la suite d’un conflit entre l’évêque de Strasbourg Conrad III de Lichtenberg et le duc de Lorraine Frédéric III, ce dernier renonce à tous ses droits sur Reichshoffen et son château. La même année, Conrad III donne en fief la seigneurie à Otto IV d'Ochsenstein, nommé grand bailli d’Alsace par l’empereur Rodolphe Ier de Habsbourg en 1285. Celui-ci élève Reichshoffen au rang de ville par une charte datée du 15 juin 1286, qui lui accorde des prérogatives telles qu’assurer son développement économique, par la tenue d’un marché hebdomadaire, son administration et la protection de ses habitants. C’est cette dernière prérogative qui est à l’origine des fortifications.

#### Le château-fort et les fortifications

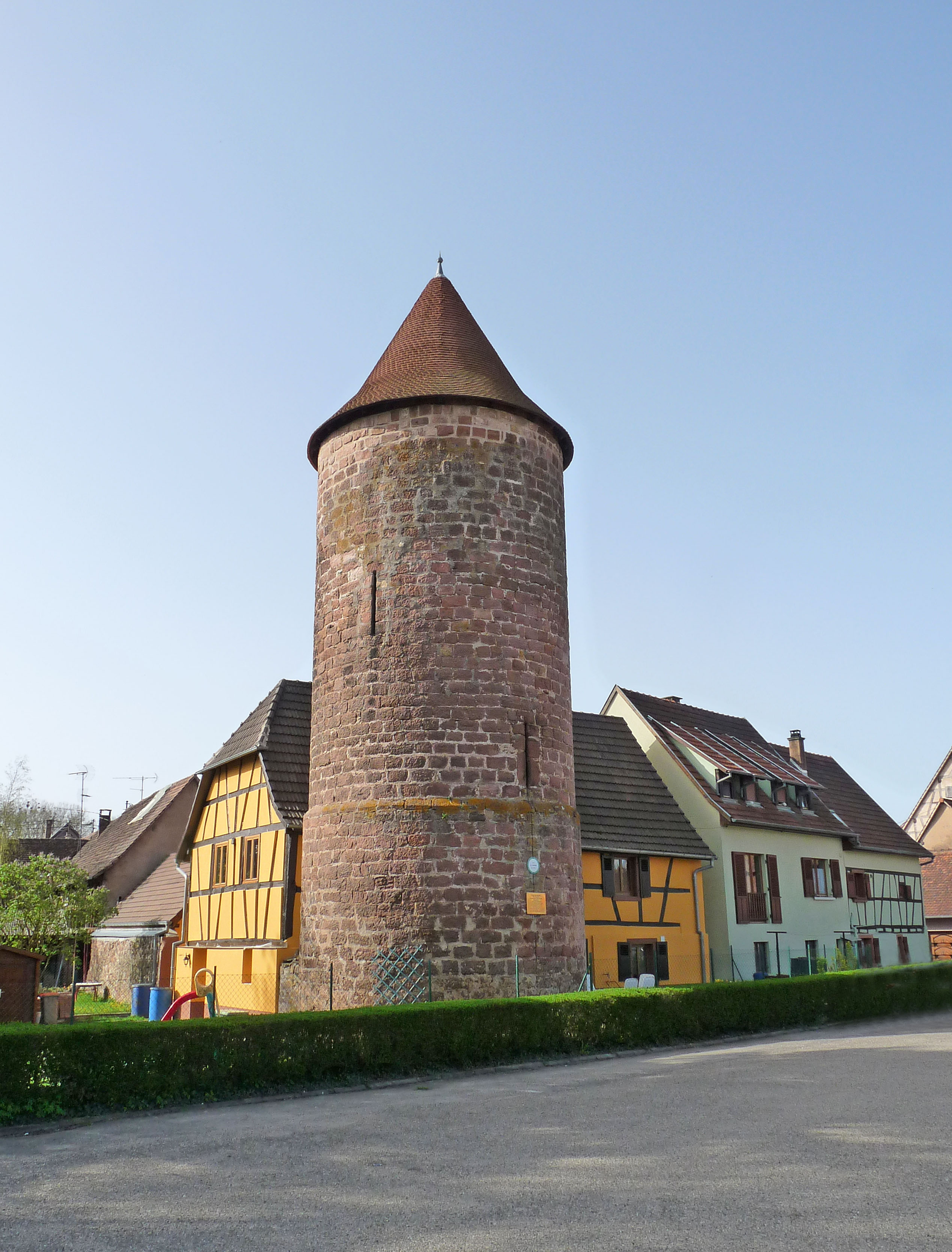
Tour des Suédois.

Reichshoffen comptait deux enceintes. La première, l’Oberstadt, a été construite en 1286, et la seconde, l’Unterstadt, au XVe siècle. La ville comptait deux portes, l’une vers Woerth, et l’autre vers Niederbronn. Les murailles protégeaient les habitants d’agressions et des épidémies, qui pouvaient être introduites par des vagabonds, d’où l’intérêt de contrôler les entrées de la ville. Des vestiges de la première fortification sont encore visibles aujourd’hui, avec notamment la tour des Suédois et la tour de la rue des Remparts.
Le château est construit en 1232 par le duc de Lorraine Mathieu II. Il passe à la famille d’Ochsenstein en 1286, en même temps que la ville. Les Ochsenstein le possèdent en fief jusqu’en 1485, quand la famille s’éteint. Le château est détruit en 1632-1633 pendant la guerre de Trente ans, et les derniers vestiges disparaissent en 1768-1769, quand Jean de Dietrich construit son château de plaisance sur les ruines du château médiéval.
Le musée présente une maquette reconstituant le château médiéval de Reichshoffen, ainsi qu'une autre maquette de la Tour des Suédois.

#### Les Temps modernes
La famille d’Ochsenstein s’éteint en 1485, et la seigneurie de Reichshoffen devient propriété des comtes de Deux-Ponts-Bitche, par le mariage de Georges d’Ochsenstein, le dernier de la lignée, avec Anne de Deux-Ponts. En 1570, le dernier comte de Deux-Ponts-Bitche s’éteint. La seigneurie revient à l’évêque de Strasbourg, mais cette situation est contestée pendant près d’un siècle par les comtes de Hanau-Lichtenberg, héritiers des Deux-Ponts-Bitche. En 1664, l’évêque de Strasbourg, lassé de ces frictions pour une « île catholique » au milieu d’une « mer protestante », vend la seigneurie de Reichshoffen au duc de Lorraine, Charles IV. En 1761, Jean III de Dietrich, anobli par Louis XV, achète la seigneurie à l’empereur François Ier, ancien duc de Lorraine de 1729 à 1737. Ce dernier le nomme baron du Saint-Empire l’année suivante. Le musée conserve des bornes, témoins de ces passations de pouvoir. Elles portent les armes de différents seigneurs, dont les Hanau-Lichtenberg, les ducs de Lorraine, et les de Dietrich.

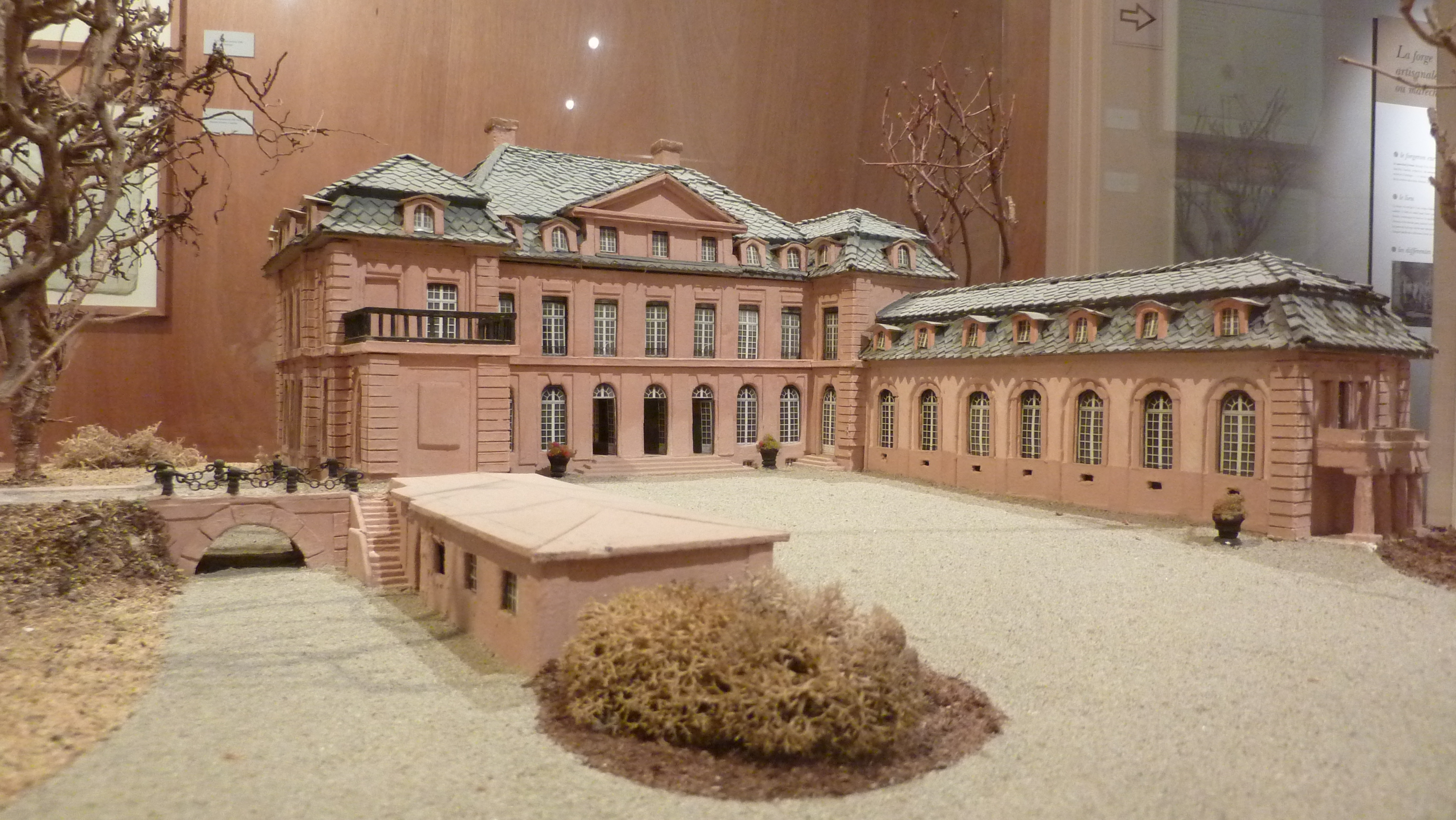
Maquette du Château de Dietrich.

Jean III fait construire un château de plaisance sur les ruines du château médiéval. Il est confisqué à la Révolution. En août 1870 Mac-Mahon tient son État-major au château, alors propriété de la famille de Leusse. C’est de Reichshoffen qu’est envoyé le télégramme annonçant la défaite de Frœschwiller-Woerth du 6 août 1870,, ainsi mal nommée « la bataille de Reichshoffen ». Partiellement détruit le 31 décembre 1939 par un incendie, il est classé monument historique en mai 1940. En 1951, il est racheté par la société De Dietrich, qui en fait son siège. Une maquette est exposée au musée.

#### Laguerre de Trente Ans
Le musée relate également l'épisode dramatique que fut la guerre de Trente Ans. Trois boulets de canon datant de cette guerre sont présentés au musée. Ils ont été retrouvés dans la rue du Bailliage à Reichshoffen, à proximité directe de la tour des Suédois. Ils ont probablement été utilisés par l'artillerie suédoise, lors des sièges de la ville en 1632 et 1633.
La guerre de Trente Ans est une série de conflits armés, qui ont déchiré l’Europe entre 1618 et 1648. Si la guerre est d’abord un conflit religieux entre catholiques et protestants en Bohême, elle dégénère très vite en un conflit politique européen. Pour Reichshoffen, comme pour toute l’Alsace, la guerre de Trente Ans est une page sombre de son histoire.
En janvier et mars de l’année 1632, les Suédois attaquent par deux fois la ville, mais ils sont repoussés à chaque fois. En juin 1633, les Suédois assiègent Reichshoffen. La ville est fortement bombardée. Quand les Suédois entrent finalement dans la ville, ils massacrent la population, excepté ceux capables de payer une rançon. Le Schultheiss, ou écoutète, est pendu. La tradition rapporte que les Suédois sont entrés à proximité de l’actuelle « tour des Suédois », cet épisode ayant donné son nom à la tour. En décembre 1633, les Impériaux, ennemis des Suédois, attaquent et s’emparent de Reichshoffen.
Avant la guerre de Trente Ans, Reichshoffen comptait 450 feux, soit entre 1 300  et   1 500 habitants. En 1641, ce chiffre est tombé à 15 habitants.

### L’industrie dans lesVosges du Nord
Dans sa seconde partie, le Musée Historique et Industriel – Musée du Fer est consacré à l’histoire de l’industrie métallurgique dans les Vosges du Nord, avec un focus particulier sur la famille de Dietrich.

#### Avant l’industrie!

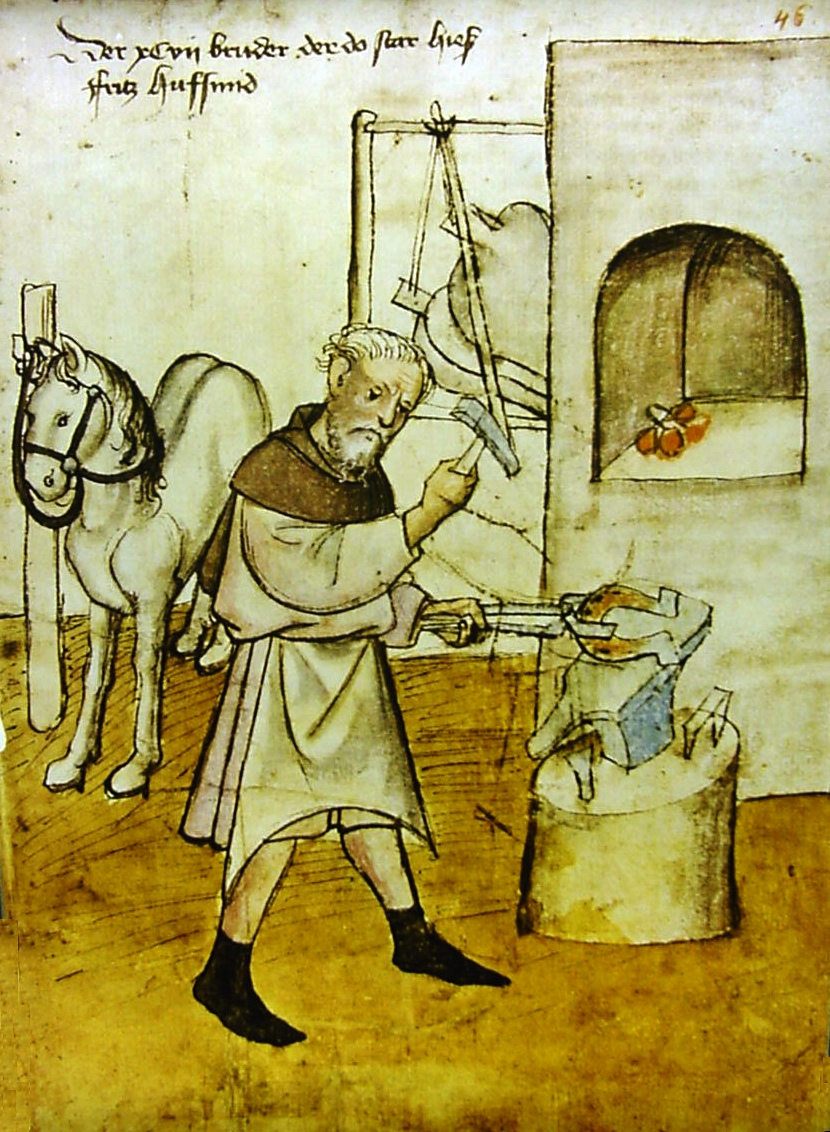
Forge maréchale au Moyen Âge.

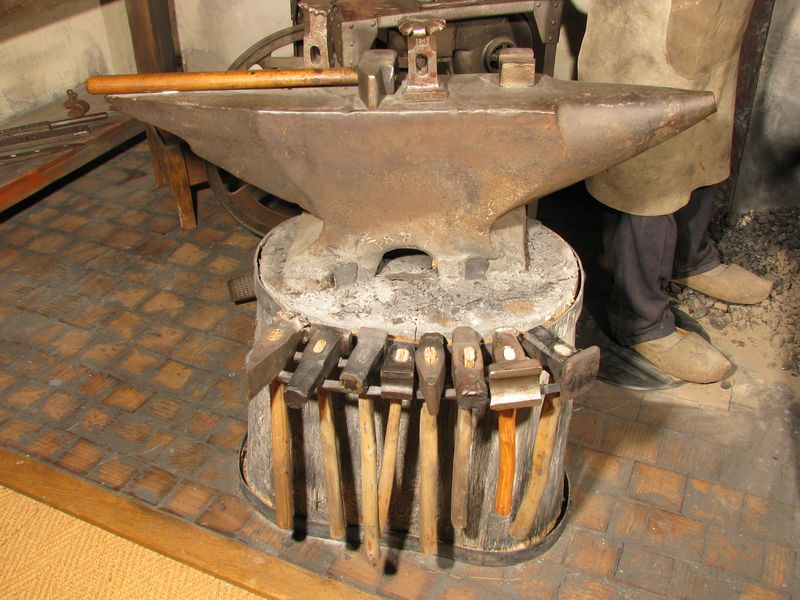
Enclume exposée dans la reconstitution de la forge artisanale au musée.

Dès 3000 avant notre ère, l’homme travaille le bronze, un alliage de cuivre et d’étain. De la Préhistoire au Moyen Âge, on l’utilisait pour fabriquer outils, pièces de monnaie et objets d’art. Le bronze fond à 900 °C. Dans la région, il n’y a pas de gisements d’étain, celui-ci étant importé. Les mines de cuivre en Alsace ne semblent pas avoir été exploitées avant le Bas Moyen Âge, le cuivre devait aussi être importé. Les nombreux objets en bronze trouvés sont exposés au musée de Reichshoffen.
Les artisans gallo-romains ont travaillé le fer à Reichshoffen. En effet, la présence d’un bas-fourneau y a été attestée. Le minerai provenait probablement de minières locales. Pour produire du fer dans un bas-fourneau, une température de 1 200 °C était nécessaire pour la réduction du minerai. On atteignait cette température grâce au charbon de bois. De nombreux objets en fer du Ier  au  IVe siècle ont été mis au jour à Reichshoffen.
Au Moyen Âge, le forgeron occupait une place centrale dans les villages. En effet, il pouvait occuper un nombre important de fonctions, telle que maréchal-ferrant, serrurier, charron, réparateur de matériel agricole, chaudronnier, ou encore taillandier.

#### La naissance de lasidérurgiedans les Vosges du Nord
Pour permettre le développement de la sidérurgie, trois conditions sont nécessaires : des rivières pour activer soufflets et martinets, des mines pour le minerai, et des forêts pour l’approvisionnement en charbon de bois. Dans les Vosges du Nord, les trois vallées du Schwarzbach, du Falkensteinerbach et de la Zinsel du Nord réunissent ces trois impératifs, avec en premier lieu, leur rivière qui permettait d’installer des retenues d’eau, pour faire tourner les roues actionnant soufflets et martinets. Notre région compte également de nombreuses mines de fer, entre Mertzwiller et Nothweiler en Allemagne. Localement, des carrières de calcaire fournissaient la castine. Utilisée comme fondant, elle permet d’abaisser la température de fusion des minerais dans le haut-fourneau.
Le développement de la sidérurgie s’accompagne d’une nouvelle installation, le haut-fourneau. La différence avec le bas-fourneau ne tient pas de la taille, mais de la température beaucoup plus élevée dans le haut-fourneau. La transition entre bas-fourneau et haut-fourneau se fait entre les XIIIe et XVIe siècles. Elle est due au perfectionnement des souffleries qui permettaient d’augmenter la taille des installations et d’obtenir des températures beaucoup plus élevées. On obtenait non plus du fer pâteux, mais de la fonte liquide. Ce procédé permet un fonctionnement en continu et une production considérablement accrue.

#### La saga des de Dietrich
La famille Dietrich tient ses origines de la Lorraine. D’ailleurs, elle ne se nommait pas encore Dietrich. Le premier membre connu est Dominique, ou Demange, Didier (1549-1623), issu d’une famille protestante de Saint-Nicolas-de-Port, près de Nancy. Il se peut qu’il fuit la Lorraine pour échapper aux persécutions du très catholique duc de Lorraine Charles III. Arrivé en Alsace, son nom est germanisé, le transformant de Demange à Sonntag et de Didier à Dietrich. C’est une pratique courante à l’époque. Son petit-fils, Dominicus Dietrich (1620-1694) est nommé cinq fois Ammeister de Strasbourg. Il négocie la reddition de la ville en 1681 devant les troupes de Louis XIV, avec Louvois, ministre du roi de France. Il obtient entre autres la liberté de culte pour les protestants strasbourgeois.

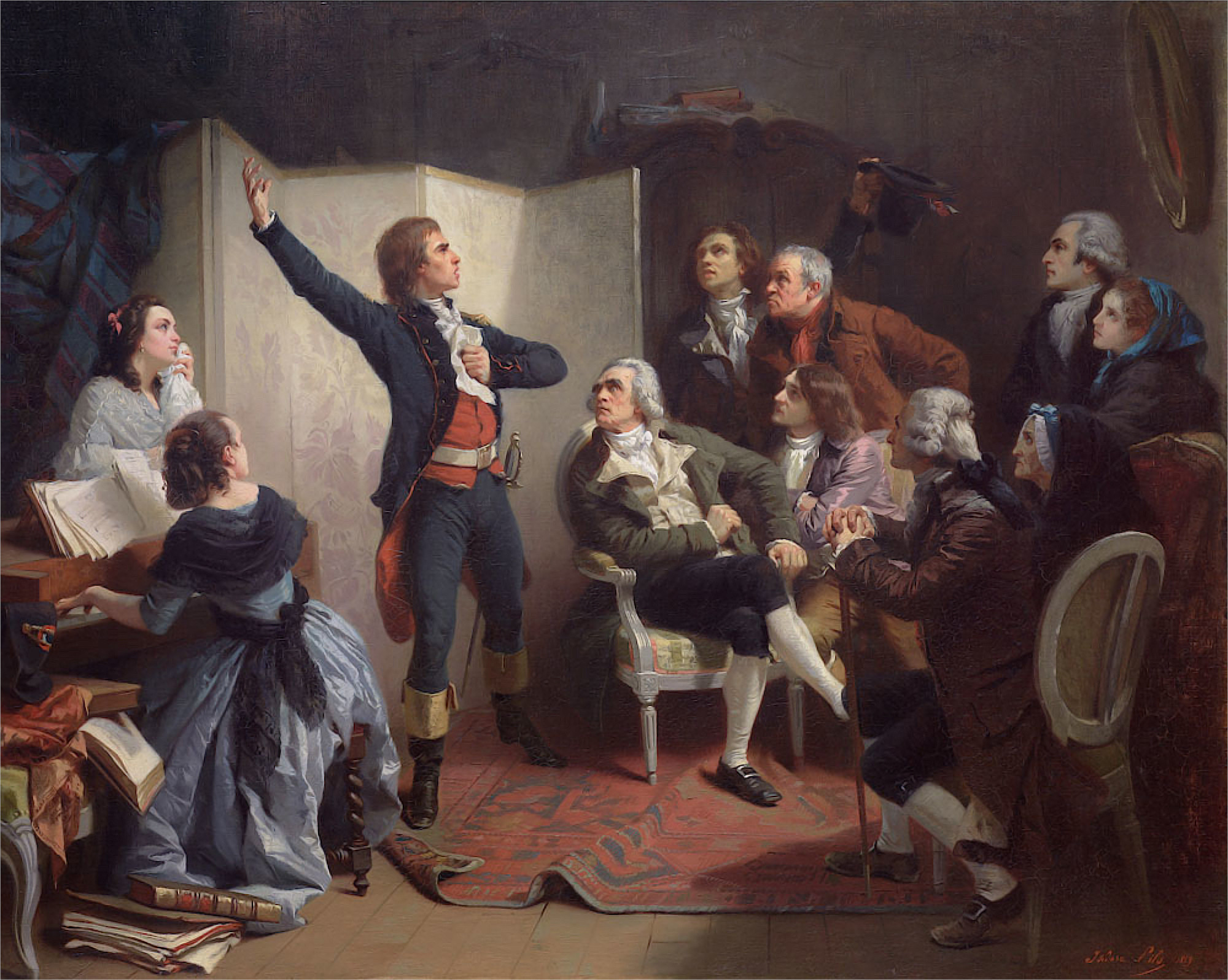
Rouget de Lisle chantant la Marseillaise pour la première fois à l'hôtel de ville de Strasbourg ou chez Dietrich en 1792 (Pils, 1849).

Le fils de Dominicus, Jean II Dietrich (1651-1740) est surnommé le « fondateur ». Il acquiert les forges de Jaegerthal en 1684 et 1685, lançant ainsi l’empire industriel de Dietrich. Son petit-fils, Jean III de Dietrich (1719-1795) est surnommé le « roi du fer ». Les nobles ne pouvant exercer des professions en lien avec l’argent, il met définitivement de côté les activités bancaires de la famille, et se consacre entièrement aux forges. Anobli en 1761 par Louis XV et en 1762 par l’empereur François Ier, il construit l’empire industriel des de Dietrich. En 1766 et 1767, il achète progressivement l’usine de Zinswiller à ses propriétaires. En 1767, il construit à Reichshoffen la « Schmelz », mot allemand signifiant « fonderie ». La même année, il bâtit aussi la forge de Rauschendwasser, entre Jaegerthal et Reichshoffen. En 1769, c’est à Niederbronn qu’il fait construire de nouvelles forges. En 1771, il rachète celles de Rothau au ban de la Roche, dont il est seigneur, dans la vallée de la Bruche.
La période révolutionnaire ébranle l’empire industriel des de Dietrich. Le fils cadet de Jean III, Philippe-Frédéric (1748-1793) est le premier maire constitutionnel de Strasbourg. C’est à son domicile que la Marseillaise est entonnée pour la première fois. Favorable à la monarchie constitutionnelle, il est accusé de trahison en 1792 et se réfugie un court moment en Suisse, avant de revenir en France et d’être jugé à Besançon. Il est acquitté le 7 mars 1793, libéré, puis convoqué à Paris et emprisonné comme émigré, et finalement condamné à mort et guillotiné le 29 décembre 1793. Les forges De Dietrich sont mises sous séquestre et, son père Jean III meurt un an après.
En 1795 à la fin de la Terreur, Jean-Albert Frédéric de Dietrich (1773-1806), le fils de Philippe-Frédéric, obtient la levée du séquestre, et se bat pour sauver l’empire industriel. Mais il croule sous les dettes. Son combat lui coûte sa santé. Il meurt en 1806, âgé de 33 ans. Sa veuve Amélie de Dietrich, née de Berckheim, excellente gestionnaire, relève remarquablement l’entreprise avec l'aide de Jean-Valentin Haas nommé directeur des Forges du Bas-Rhin en 1815 lors de la création de la nouvelle société. Valentin Haas pendant près de 15 ans va inlassablement œuvrer au développement de cette entreprise. En 1827 est créée la nouvelle société Veuve de Dietrich & Fils dont Albert et Eugène, les fils d'Amélie, guidés par Valentin Haas vont progressivement prendre les rênes. Au XIXe siècle, les forges industrielles font face à des difficultés, dont la diminution des ressources naturelles avec la crise du charbon de bois, progressivement remplacé par le coke provenant de la houille, la concurrence des bassins miniers de Lorraine, de la Sarre et de la Ruhr. Mais la société De Dietrich surmonte ces difficultés, notamment par l’expérimentation de nouveaux procédés ou encore l’achat de nouvelles usines.

#### Les usines De Dietrich auxXIXeetXXesiècles
Les usines De Dietrich étaient surtout concentrées dans les Vosges du Nord, à Reichshoffen, Niederbronn, Zinswiller, Mouterhouse et Mertzwiller.

Aperçu des collections du Musée Historique et Industriel - Musée du Fer
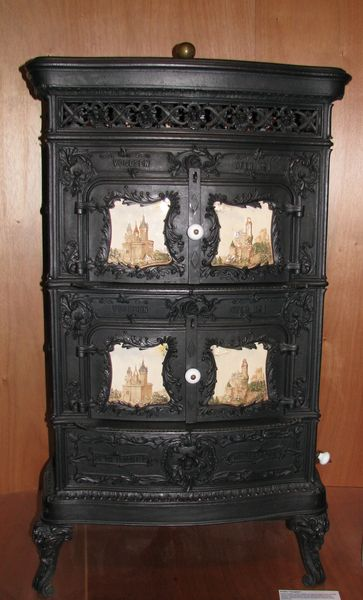
Poêle vosgien, fabriqué à Mertwiller. Les châteaux représentés sont le château de Guirbaden et le château du Girsberg.
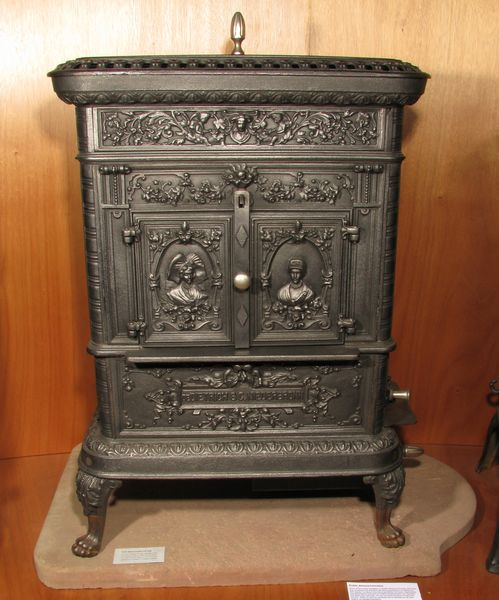
Poêle Alsace-Lorraine, fabriqué à Mertzwiller[28]. Sur les portes sont représentées une Alsacienne en coiffe traditionnelle, ornée d'une cocarde et une Lorraine portant un bonnet lorrain.
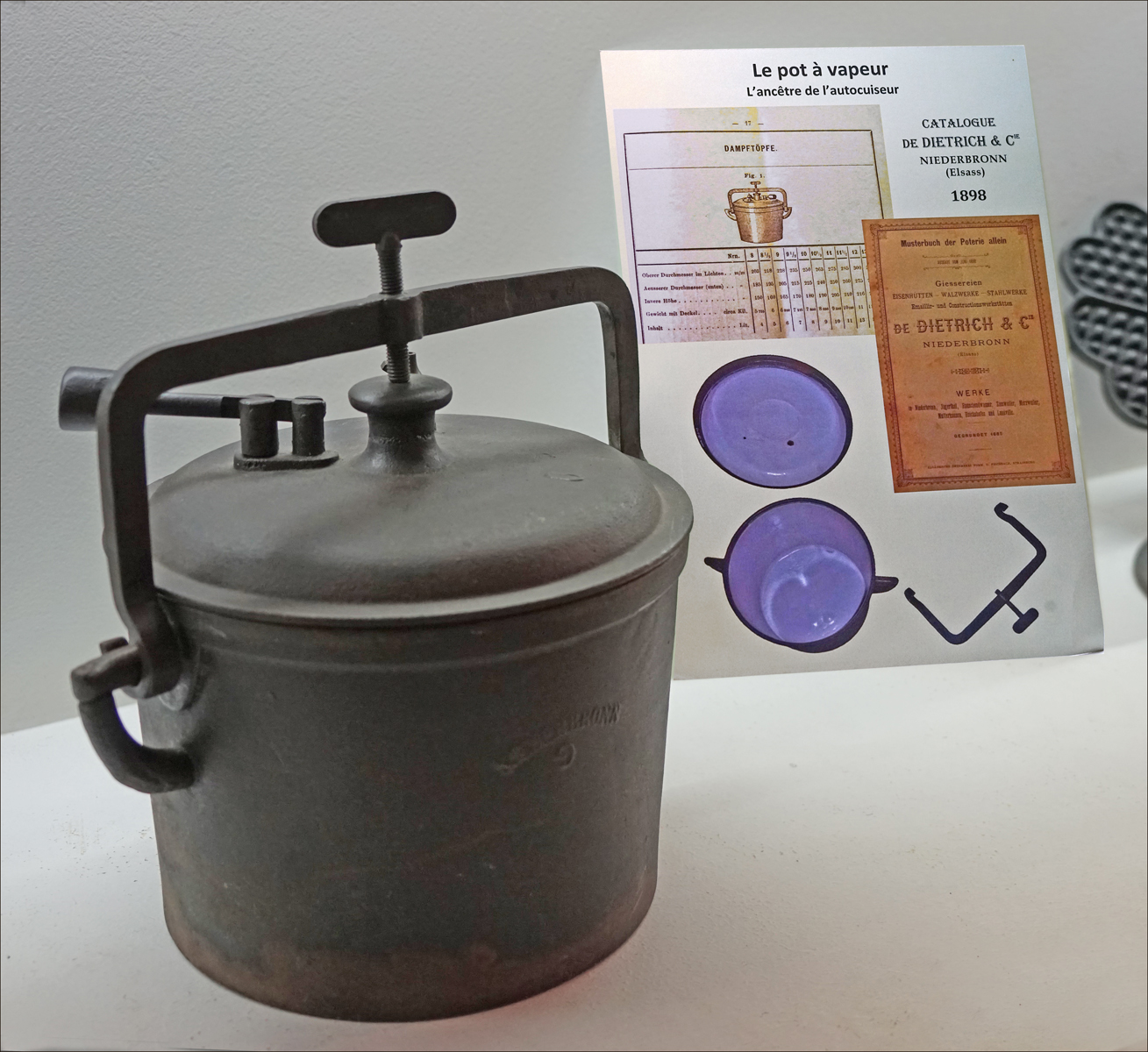
Pot-à-vapeur, ancêtre de la cocotte-minute, issu de l'usine de Zinswiller.
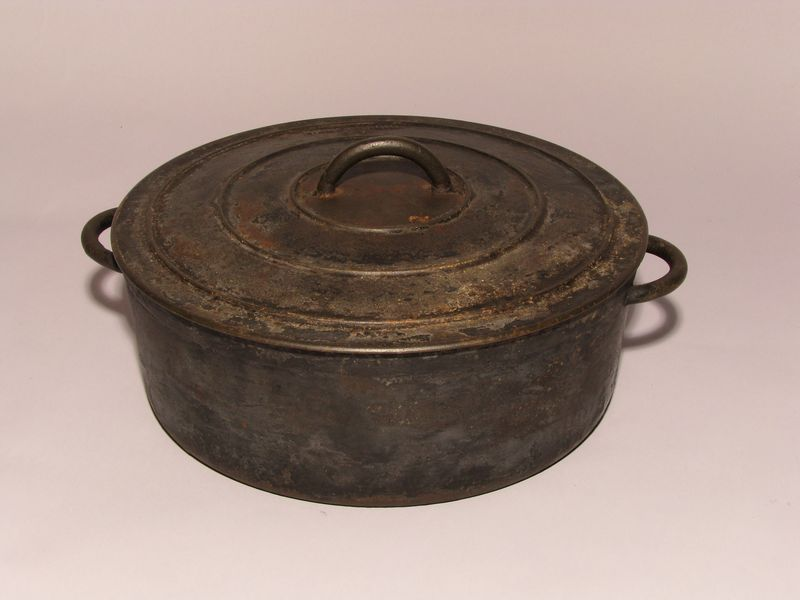
Marmite en fonte, produite dans l'usine de Zinswiller.
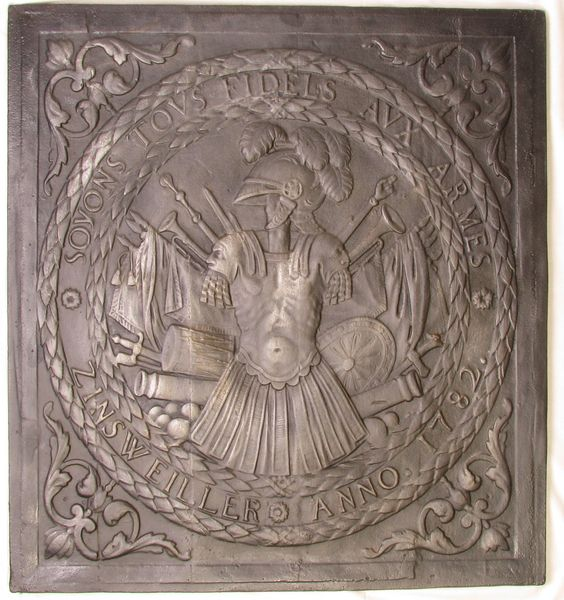
Taque de poêle fabriquée en 1782 dans l'usine de Zinswiller. Elle porte l'inscription "Soyons tous fidèles aux armes-Zinswiller-Anno 1782".
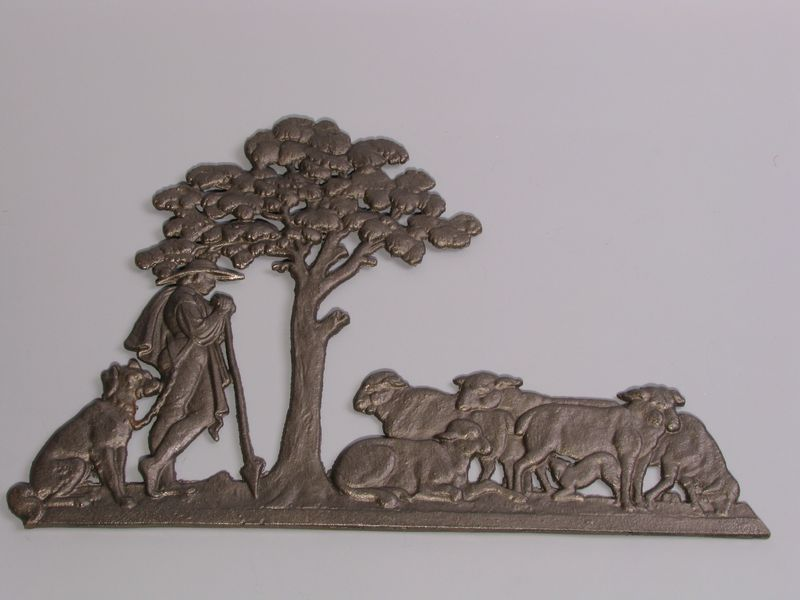
Bas-relief représentant un berger, son chien et son troupeau. Fabriqué à Mertzwiller[29].
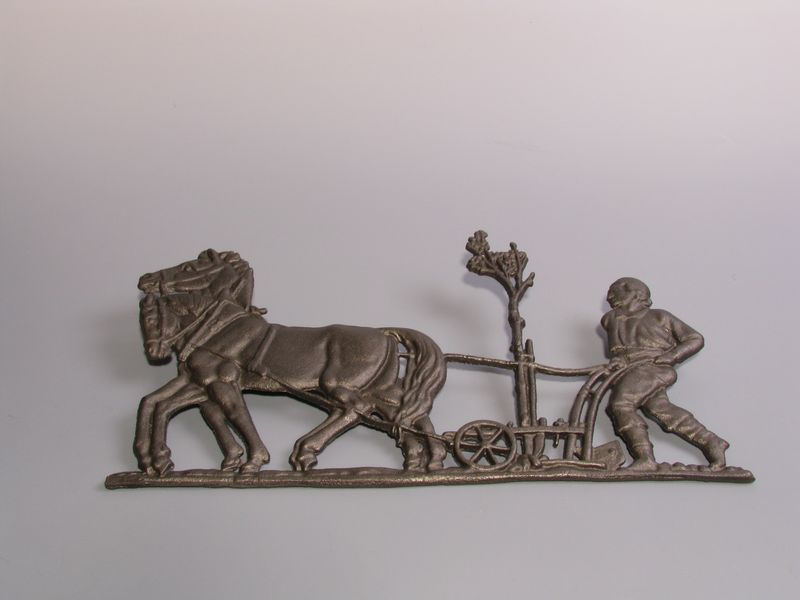
Bas-relief représentant un laboureur et deux chevaux. Fabriqué à Mertzwiller[30].
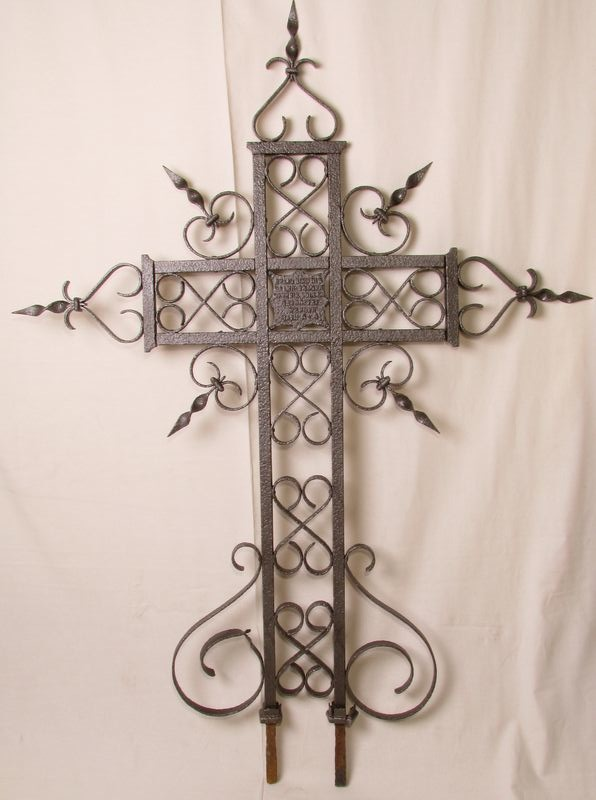
Croix sépulcrale.
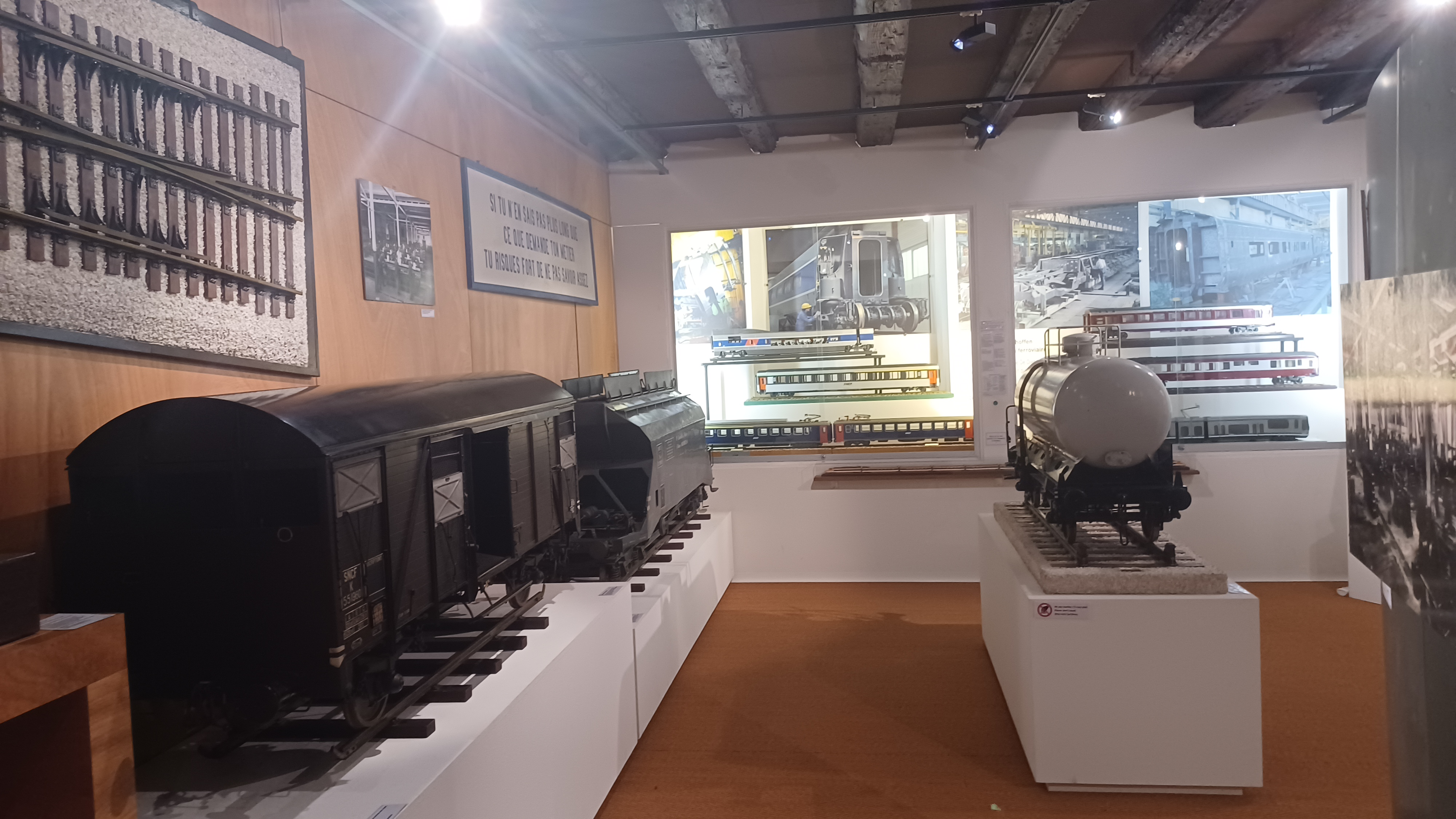
Matériel ferroviaire.

L’usine de Reichshoffen, la « Schmelz » (Fonderie) tire son nom de la construction en 1767 des forges avec ses hauts-fourneaux, transformées dans la première moitié du XIXe siècle en ateliers de construction mécanique. Dès 1830, des machines à vapeur y sont fabriquées. À partir de 1848, l’usine produit du matériel ferroviaire roulant. Avant 1871, elle est le premier fournisseur des réseaux ferroviaires français. Après l’annexion, elle devient un gros prestataire pour le réseau allemand, avant d’en redevenir un pour les compagnies françaises après 1918. Elle commence à construire des autorails en 1933. Mise sous séquestre allemand de 1940 à 1944, elle est bombardée en 1945 et rapidement reconstruite. L’usine de Reichshoffen a participé à la naissance des programmes TGV.

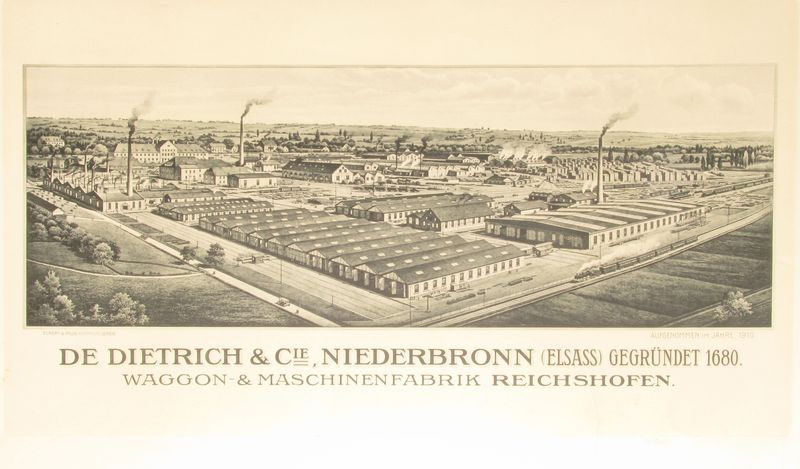
Vue sur l'usine de Niederbronn.

L’usine de Niederbronn est créée en 1769. Un canal a dû être construit pour avoir la chute d’eau nécessaire au fonctionnement du martinet, surnommé « Kleinhammer ». En 1804, un des deux hauts-fourneaux de Reichshoffen est transféré à Niederbronn. Par la suite, du matériel moderne permet l’accroissement de la production. Le haut-fourneau est arrêté en 1880, en raison de l’épuisement des mines de la région et de la concurrence des bassins ferrifères et houillers. À partir des années 1860, l’usine de Niederbronn se spécialise dans des réalisations monumentales, telles que des charpentes ou des colonnes. Elle lance également une production de fonte décorative pour le grand public.
En 1766 et 1767, Jean III de Dietrich achète l’usine de Zinswiller à ses deux propriétaires, le comte de Linange et le comte Adam de Loewenhaupt. L’origine de l’usine est inconnue, mais remonte probablement à la seconde moitié du XVIe siècle. L’usine de Zinswiller était d’abord consacrée à la fabrication de plaques de poêles en fonte décorées, avant de se tourner vers la production de « fonte domestique ».
Construite vers 1590, l’usine de Mouterhouse dans la proche Moselle, est achetée en 1843 par de Dietrich. L’usine est alors équipée de hauts-fourneaux, de fours à puddler, de marteaux-pilons, de laminoirs, et d’autres outillages importants. Avec l’arrivée de convertisseurs Bessemer en 1862, l’usine de Mouterhouse est l’une des plus modernes en Europe continentale. Pour faciliter le transport de ses ouvriers, de Dietrich fit construire une ligne de chemin de fer privée entre l’usine de Mouterhouse et la gare de Bannstein. L’usine était consacrée dans un premier temps à la production de matériel ferroviaire et agraire, avant de se tourner définitivement vers le matériel agraire à la fin du XIXe siècle. L’usine de Mouterhouse est complètement détruite lors des combats de janvier et février 1945, lors de l’opération Nordwind. Elle ne sera pas reconstruite.
À l’origine, l’usine de Mertzwiller a été construite en 1837 par la société des Forges de Mouterhouse, en raison de sa proximité avec des minières. En 1843, l’usine appartient à de Dietrich, étant dépendante de Mouterhouse. Elle prend de plus en plus d’importance par la suite. Après 1871, elle produit poêles, cuisinières, et calorifères. Au début du XXe siècle, elle fabrique des systèmes de chauffage central, comme des chaudières ou des radiateurs.
En dehors des Vosges du Nord, de Dietrich avait d’autres usines, comme à Lunéville, construite après la guerre de 1870-1871 pendant l’Annexion, pour conserver le marché français. Elle fut le théâtre de la courte épopée automobile de de Dietrich, à partir de 1896. En 1902, Ettore Bugatti est engagé. La collaboration est de courte durée, s’achevant en 1904, de Dietrich préférant abandonner la production automobile. En 1903, Eugène de Dietrich sort de la gérance l’usine de Lunéville, celle-ci faisant alors sécession. D’autres usines furent construites. En prévision d’un nouveau conflit avec l’Allemagne, de Dietrich en implante une à Vendôme dans le Loir-et-Cher en 1934, et à Bône en Algérie en 1938. Cette dernière se développe durant la Seconde Guerre mondiale.Après la Guerre d’Algérie, l’usine de Bône, entretemps devenu Annaba, fait l’objet de négociations avec le nouvel État Algérien, pendant l’année 1967. Ces négociations n’aboutissent pas, et l’usine d’Annaba est nationalisée par une ordonnance du 23 juillet 1968.
Avant 1964, il n’y avait qu’une seule société De Dietrich, avec 3 activités principales : le ménager, qui regroupait les équipements de cuisine et les équipements de chauffage, le ferroviaire, et la chaudronnerie pour l’industrie chimique.  En 1964, trois sociétés, dirigées par une holding, sont créées pour gérer les activités. Le ménager revient à De Dietrich Chauffage, et concerne les usines de Mertzwiller, Niederbronn et Vendôme. De Dietrich Ferroviaire occupe les usines de Reichshoffen. Pour la chaudronnerie à l’usine de Zinswiller, De Dietrich Chimie est créé. En 1970, le ménager se divise en Division Equipement Ménager (DEM) pour les usines de Mertzwiller et Vendôme, et en Division Equipement Thermique (DET) pour l’usine de Niederbronn et une usine de Reichshoffen. En 1984, une partie de l’activité ferroviaire devient COGIFER, l’autre étant De Dietrich Ferroviaire. En 1988, l’usine de Mertzwiller est rattachée à la DET, qui devient De Dietrich Thermique (DDTh) deux années plus tard.
À partir de là, De Dietrich recentre ses activités face à la mondialisation, et se désengage progressivement de l’équipement ménager et du ferroviaire. En 1992, la DEM est cédée à Thomson, qui est à son tour absorbé par d’autres sociétés. En 1995, De Dietrich Ferroviaire commence un partenariat avec Alstom, avant que De Dietrich ne se désengage complètement du ferroviaire en 2004. Parallèlement, COGIFER est cédé à Vossloh en 2002. La DDTh est racheté par REMEHA en 2004. Faisant partie de la DDTh, l’usine de Niederbronn est achetée plus tard par un groupe américain. Concernant De Dietrich Chimie, la filiale devient en 2001 De Dietrich Process Systems.
Actuellement, seule l’usine de Zinswiller, De Dietrich Process Systems, appartient encore à la famille de Dietrich.

#### L’école professionnelle De Dietrich

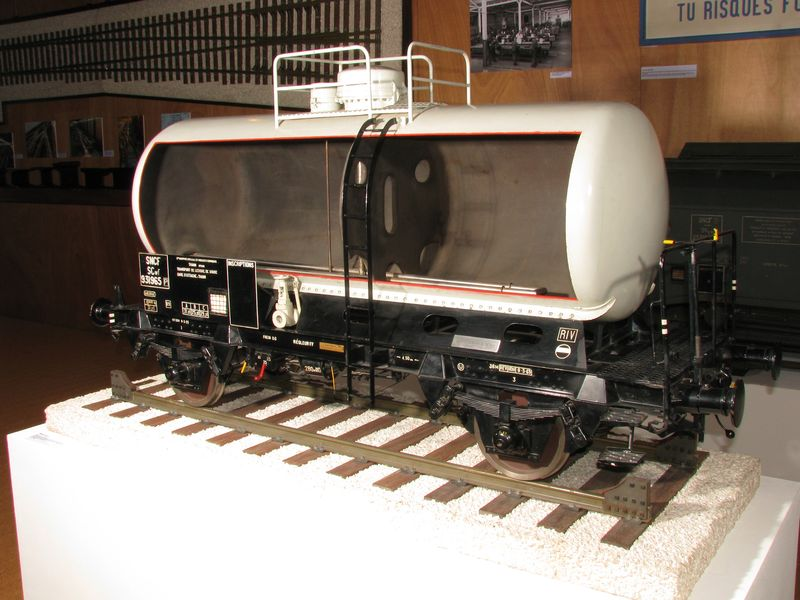
Maquette de wagon-citerne, réalisée par les élèves du lycée professionnel De Dietrich.

Une section d’apprentissage était présente dans chacune des usines de Dietrich, et ce dès 1830. Une école d’apprentissage est créée à Reichshoffen, par une délibération de gérance datée du 4 mai 1921.
En 1947, après la reconstruction des usines, De Dietrich affecte des locaux spéciaux au sein de l’usine de Reichshoffen pour une école professionnelle de Dietrich, dans le but de former aux métiers manuels et aux emplois de bureau.
En 1978, l’école professionnelle de Dietrich devient le lycée professionnel de Dietrich, après un contrat d’association avec l’État. S’il reste privé, le lycée est soumis aux règles de l’Éducation nationale.
En contrepartie, il bénéficie de subventions publiques. En 2007, le lycée est fermé, après la résiliation du contrat d’association avec l’État.